# Micropterus treculii
Micropterus treculii is een straalvinnige vissensoort uit de familie van de zonnebaarzen (Centrarchidae). De wetenschappelijke naam van de soort is voor het eerst geldig gepubliceerd in 1874 door Vaillant & Bocourt.